# Лу Хенри Хувър
Лу Хенри Хувър (на английски: Lou Henry Hoover) е съпруга на 31-вия президент на САЩ - Хърбърт Хувър, първа дама на САЩ от 1929 до 1933 година. Двамата имат двама синове. Тя посещава Станфордския университет, където среща бъдещия си съпруг. Увлича се от геология и завършва инженерна специалност в тази област. Тя е единствената жена-геолог в курса си. Говори китайски език. Умира от сърдечен удар.